# Marek Efezský
Marek Efezský (řecky Μάρκος ό Εφέσιος, rodným jménem Manuel Eugenikos) byl teolog-hesychast pozdně palaiologického období Byzantské říše, který se proslavil svým odmítnutím Ferrarsko-florentského koncilu (1438–1439). Jako mnich v Konstantinopoli byl Marek plodným hymnografem a stoupencem teologických názorů Řehoře Palamy. Jako teolog a učenec se významně podílel na přípravách ferrarsko-florentského koncilu a jako efezský metropolita a delegát alexandrijského patriarchy byl jedním z nejdůležitějších hlasů na synodě. Poté, co se Marek zřekl koncilu jako ztracené věci, se stal vůdcem pravoslavné opozice proti Florentské unii, čímž zpečetil svou pověst obhájce východního pravoslaví a pilíře východní pravoslavné církve.

## Raný život
Marek se narodil jako Manuel v roce 1392 v Konstantinopoli pravoslavnému jáhnovi Jiřímu, sakellariovi z chrámu Hagia Sofia, a Marii, dceři zbožného lékaře jménem Lukáš. Číst a psát se Marek naučil od svého otce, který zemřel, když byli Marek a jeho mladší bratr Jan Eugenikos ještě děti. Maria nechala Marka pokračovat ve vzdělání u Jana Chortasmenose, který se později stal metropolitou Ignácem ze Selymbria, a u matematika a filozofa jménem Gemistus Pléthón.
Marek se ve věku 25 let rozhodl odvrhnout světské možnosti slávy a bohatství a raději se stal mnichem v monastýru sv. Jiří v Manganě. Při postřihu přijal jméno Marek a se svým životem v ústraní byl naprosto spokojen. Byzantský císař Jan VIII. Palaiologos ho obdivoval pro jeho ctnosti a moudrost a naléhal, aby se Marek stal biskupem v Efezu. Současně však císař hledal zoufale pomoc na Západě proti sílící turecké hrozbě, a usiloval proto o svolání Východního synodu a cestě do Itálie, kde by se církev sjednotila. Na koncilu Marek zastával funkci exarchy Východního synodu a byl jmenován zástupcem Jeruzalémského a Antiochijského patriarchátu.

## Činnost na Florentském koncilu a následky
Marek byl jediným východním biskupem, který odmítl na závěr podepsat dohodu s římskokatolickou církví o kompromisní formuli „ex filio“ ve sporu o klauzuli Filioque během Basilejsko-Florentského-Ferrarského koncilu. Zastával názor, že Řím pokračuje v herezi i schizmatu. Stejně tak ho katolická církev považovala za kacíře. Marek odmítal také nauku o očistci, neboť měl námitky proti existenci očistného ohně, který „očišťuje“ duše věřících.

## Smrt
Zemřel pokojně ve věku 52 let 23. června 1444 po dvoutýdenním trýznivém boji se střevní chorobou. Na smrtelné posteli Marek prosil svého bývalého žáka Georgiose Scholariose, který se později stal konstantinopolským patriarchou Gennadiem, aby se vyvaroval angažovanosti v západním křesťanství a bránil pravoslaví. Podle jeho bratra Jana jeho poslední slova zněla: „Ježíši Kriste, Synu živého Boha, do tvých rukou svěřuji svého ducha“. Marek byl pohřben v konstantinopolském monastýru Mangana.

## Posmrtný zázrak a kanonizace
Eugenikosova rodina oslavovala každé výročí Markova úmrtí smutečním obřadem, který se skládal z bohoslužby (akolouthia) a synaxarionu krátkého Markova života. Z velké části díky patriarchovi Gennadiu Scholariovi se Markova úcta rozšířila i v církvi. V roce 1734 konstantinopolský patriarcha Serafim předsedal svaté synodě konstantinopolské církve, slavnostně kanonizoval Marka a ke dvěma starším bohoslužbám přidal šest.
Existuje zpráva o posmrtném zázraku, který vykonal Marek z Efezu. Lékaři vzdali snahu o záchranu života smrtelně nemocné sestry Demetria Zourbaiose poté, co se její stav zhoršil. Po třech dnech ztráty vědomí se náhle probudila k radosti svého bratra, který se jí zeptal, proč se probudila zalitá vodou.[ujasnit] Vyprávěla, že ji biskup doprovodil k prameni, omyl ji a řekl jí: „Vrať se, už nemáš žádnou nemoc.“ A ona se vrátila. Zeptala se ho, kdo to je, a on jí oznámil: „Jsem efezský metropolita Marek Eugenikos.“ „Kdo to je?“ zeptala se.[ujasnit] Po zázračném uzdravení si nechala zhotovit ikonu svatého Marka a žila zbožně dalších 15 let.

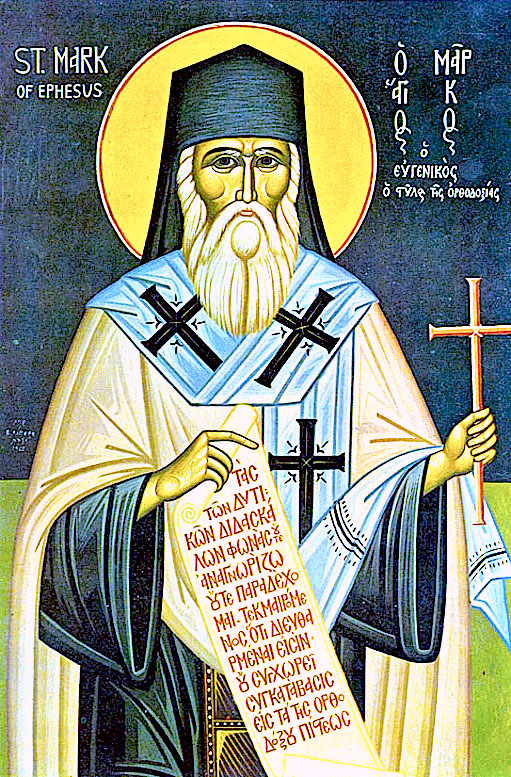
Marek Efezský, hymnograf

## Odkaz
Pravoslavná církev považuje Marka Efezského za svatého a spolu s Fotijem Velikým a Řehořem Palamou ho nazývá Pilířem pravoslaví. Nikodimos ze Svaté Hory ho ve své službě světci nazval „Atlasem pravoslaví“. Jeho svátek připadá na 19. ledna – v ten den byly jeho ostatky přeneseny do monastýru sv. Lazara v Galatě.

## Teologie
Markova teologická tvorba byla rozsáhlá a zahrnovala širokou škálu žánrů a témat typických pro mnišské spisovatele. Napsal pojednání o vzkříšení, výklad bohoslužebných obřadů a mnoho dalších liturgických pojednání. Napsal spis proti katolíkům Syllogické kapitoly proti latiníkům.

### Hymnografie
Marek vytvořil množství básnických textů k oslavě Boha a svatých, z nichž mnohé byly určeny pro liturgické účely. Kromě kánonů a bohoslužeb k Ježíši Kristu, Matce Boží a andělům Marek uctíval své oblíbené církevní otce: Řehoře Palamu, Jana Damašského, Symeona Metafrastese spolu s množstvím dalších starobylých světců. Kromě toho Marek složil verše oslavující život a úspěchy jeho hrdinů, jako byl Josef Bryennios.

### Hésychasmus
Marek byl oddaným žákem Řehoře Palamy. Během svého života sepsal několik pojednání na obranu rozdílu mezi podstatou a energií a obhajoval jedinečný přínos hesychastické teologie tváří v tvář obviněním z inovace.

### Dogmatická/polemická teologie
Jedním z Markových nejvýznamnějších teologických přínosů byl jeho odpor k římskokatolickému filioque. Na florentském koncilu mělo zkoumání tohoto sporu jak textově-kritický, tak exegetický rozměr, neboť účastníci debatovali o pravosti pramenů, přesnosti gramatických konstrukcí a kánonu autoritativních patristických textů. Marek hrál při shromažďování rukopisů důležitou roli a jeho sporná čtení na synodě byla od té doby obhájena pro svou přesnost a správnost.
Debaty kolem Filioque, které se odrážejí ve staletých polemikách sahajících až k Fotiovi, se nesly v duchu novějších diskusí, například Jana Bekkose a Řehoře Kyperského. Marek nakonec nemohl připustit, že Duch svatý vychází jak ze Syna, tak z Otce, a to ani za použití pravoslavné formulace „skrze Syna“, protože to Marek považoval za dvojsmysl ve světle zjevných teologických neshod mezi Východem a Západem. Pro Eugenika Duch svatý vychází pouze z Otce a fráze „skrze Syna“ nevyjadřovala nic podobného teologii Filioque.

### Antropologie
Dalším významným tématem koncilu byla Markova kritika nauky o očistci, která se týkala otázek spojených s povahou lidského složení. Vycházeje z palamitského pojetí člověka, formuloval Marek teorii lidské osoby, která měla kořeny v christologii a pravoslavném učení o stvoření. Markovy diskuse ve Florencii jsou v tomto ohledu doplněny spisy, které vytvořil v reakci na platonismus Gemista Pléthóna, jenž hlásal radikální ztotožnění lidské osoby s duší na úkor vtěleného života.